# Phúc Ninh, Yên Bình
Phúc Ninh là một xã thuộc huyện Yên Bình, tỉnh Yên Bái, Việt Nam.
Xã Phúc Ninh có diện tích 22,62 km², dân số năm 2019 là 1.073 người, mật độ dân số đạt 47 người/km².